# Maxila

En este malacostraca de un diagrama de crustáceos, los maxilares están etiquetados como maxilar y maxílula.

Las maxilas son unas de las piezas bucales de los artrópodos mandibulados (crustáceos, miriápodos e insectos). Se trata de dos pares de piezas provistas de un pequeño apéndice denominado palpo.
Hay que tener en cuenta que las denominaciones en los diferentes grupos crea cierta confusión. En los insectos, se llaman maxilas al primer par de maxilas, llamándose labio a la estructura formada por la fusión de las segundas maxilas. Lo mismo ocurre en los miriápodos; cuando presentan segundo par de maxilas, éstas están fusionadas con el primer par. En los crustáceos, se llaman maxílulas al primer par de maxilas, denominándose simplemente maxilas al segundo par.

## Insectos
En los insectos, las maxilas (es decir, el primer par de maxilas, o sea, las maxílulas de los crustáceos) constan de los siguientes elementos: cardo, estipes, palpígero, palpo maxilar y galea.
El segundo par de maxilas están fusionadas formando el labio.

## Miriápodos
En los miriápodos puede faltar el segundo par de maxilas, o puede darse diferentes tipos de fusiones. Así, en los diplópodos y paurópodos el primer par de maxilas (= maxílulas) están fusionado originando el gnatoquilario, y el segundo par de maxilas está ausente. En los quilópodos, ambos pares de maxilas están fusionados. En los sínfilos, el primer par de maxilas está separado y segundo par de maxilas fusionado para formar un labio, como en los insectos.

## Crustáceos
En los crustáceos, los dos pares de "maxillae" se llaman "maxillulae" (primer par) y "maxillae" (segundo par). Les sirven para transportar la comida a las mandíbulas pero también les ayudan frecuentemente en el proceso de filtrado y adicionalmente juegan un papel en la limpieza y aseo. Estas estructuras muestran una increíble diversidad en los crustáceos pero generalmente son muy aplanados y tienen forma de hoja. Los dos pares normalmente están muy juntos y sus partes apicales generalmente están en contacto directo con la mandíbula.
- Datos: Q350956